# Escoussans
Escoussans es una población y comuna francesa, situada en la región de Aquitania, departamento de Gironda, en el distrito de Langon y cantón de Targon. Produce vino de Burdeos en la AOC Bordeaux Haut-Benauge.

## Demografía
| 206 | 247 | 243 | 260 | 262 | 244 |
| Para los censos de 1962 a 1999 la población legal corresponde a la población sin duplicidades (Fuente: INSEE [Consultar]) |     |     |     |     |     |

## Lugares y monumentos
- Iglesia de Saint-Seurin del siglo XII, restaurada por última vez en 1999.
- L'Ecole-Mairie, construida en 1885.
- L'Asile de Nuit construido en 1907 para acoger a los viajeros sin domicilio fijo entre Targon y Cadillac, está situado a lo largo del camino que va al lugar llamado "La Pereyre".
- Le Foyer Familial (Sala de fiestas), construido en 1937.